# NGC 3951
NGC 3951 (również PGC 37288 lub UGC 6867) – galaktyka spiralna (S?), znajdująca się w gwiazdozbiorze Lwa. Odkrył ją William Herschel 10 kwietnia 1785 roku. Jest to galaktyka z aktywnym jądrem typu LINER.